# Ersatz (livre)
 (mai 2021).
Si vous disposez d'ouvrages ou d'articles de référence ou si vous connaissez des sites web de qualité traitant du thème abordé ici, merci de compléter l'article en donnant les références utiles à sa vérifiabilité et en les liant à la section « Notes et références ».
Ersatz est un roman de René Fallet sorti en 1974.

## Résumé
Hitler n'est pas mort : c'est un certain Müller, garde-champêtre de son état et parfait sosie du Führer, qui a pris sa place en 1945 et s'est suicidé dans son bunker. 
Le vrai Hitler, lui, a tout naturellement endossé la personnalité de Müller et est devenu garde-champêtre d'un petit village allemand. On le retrouve à 84 ans dans une maison de retraite à Nuremberg. Il va se lier d'amitié avec un nouvel arrivant, Herr Held, qui se trouve être en réalité un agent israélien sur la trace du Führer... 

## Réception critique
Ersatz a reçu le prix Scarron 1974.
Il est cité dans les lectures de l'année du Monde, ce qui indique qu'il a eu un certain succès commercial.
Cependant l'accueil critique est mitigé. Lorsque René Fallet est interviewé par Bernard Pivot dans son émission Apostrophe, celui-ci dit clairement qu'il n'a pas aimé son livre, ce qui est assez inhabituel chez l'animateur.

## Éditions
- Éditions Denoël, 1974
- Éditions Denoël, Nouvelle parution, 1993